# Vihorlatský prales
Vihorlatský prales (zkráceně též Vihorlat) je území ve Vihorlatských vrších, které bylo prohlášeno lokalitou Světového dědictví UNESCO. Důvodem byly zachovalé bukové pralesy s 240letými exempláři. Vyhlášené bylo spolu s třemi dalšími slovenskými a šesti ukrajinskými pralesy pod společným názvem Karpatské bukové pralesy. Leží na území vojenského újezdu Valaškovce. Oblast je zároveň od roku 2020 chráněna jako přírodní rezervace s rozlohou 21,61 km².

## Přírodní poměry

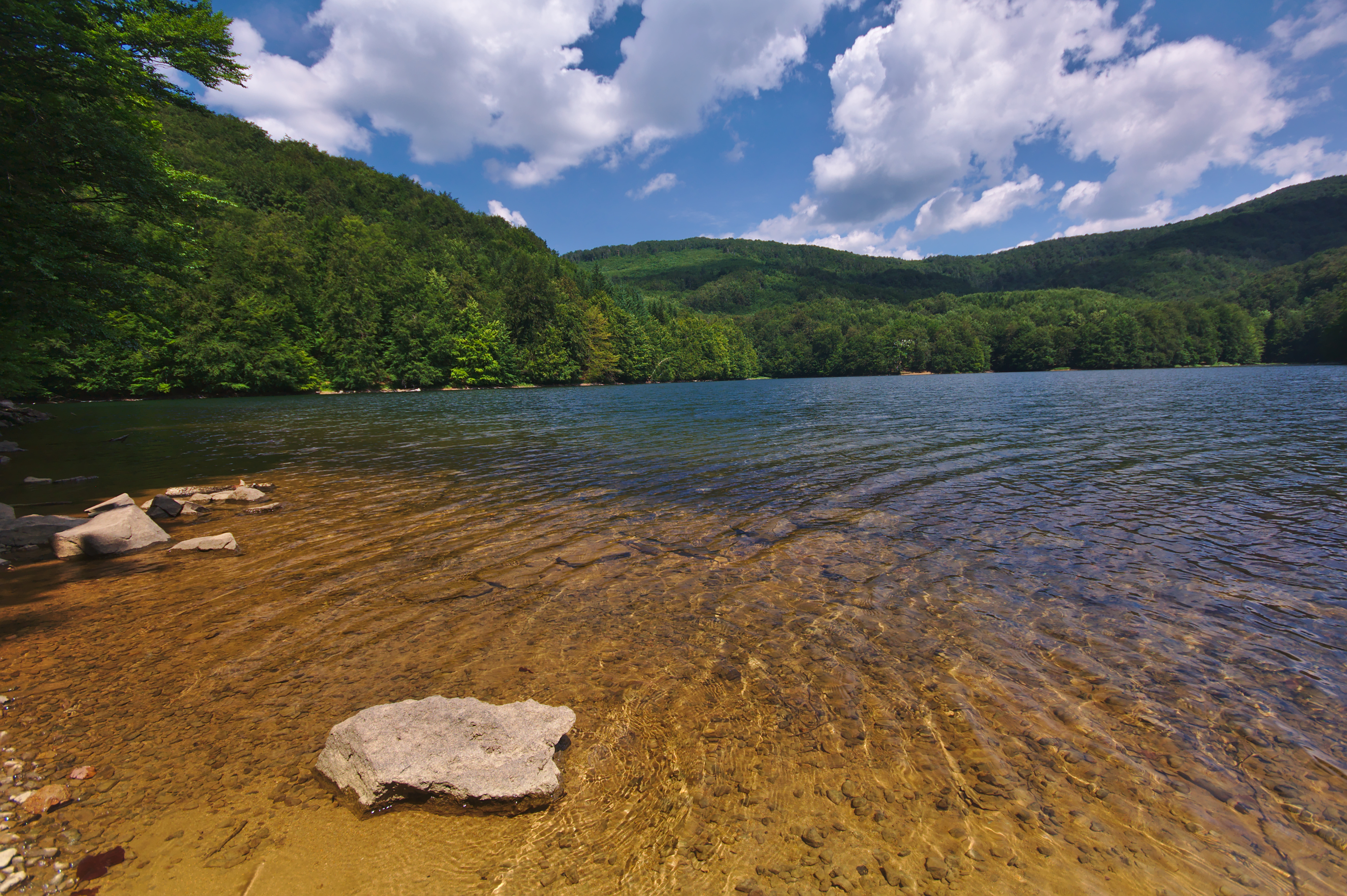
Jezero Morské oko

Území se rozprostírá na hlavním hřebeni Vihorlatských vrchů v rozmezí 630 do 1076 m n. m. Začíná na vrchu Vihorlat (1076 m n. m.) a pokračuje po hřebeni směrem k hoře Motrogon (1018 m n. m.) a Sninský kameň (1006 m n. m.). Od Sninského kameňa pokračuje území směrem na východ k hoře Nežabec (1023 m n. m.), kde se rozdvojuje na dvě větve, jedna směřuje k Veži (927 m n. m.) a druhá k Fedkovu (978 m n. m.). Výměra chráněného území je 2578 ha a výměra ochranného pásma, které není Světovým dědictvím činí 2413 ha.
Na území se nachází jezero Morské oko, které vzniklo přehrazením toku potoka Okna sesuvy půdy, a bývalá chráněná území  Motrogon, Baba pod Vihorlatom, Sninský kameň, Postávka, Jedlinka, Malé Morské oko a Pod Tŕstím.
Podloží tvoří vyvřelé horniny, které zajistily vhodné podmínky pro růst zdejší flóry.
Průměrná roční teplota je od 5,2 do 5,7 °C, vegetační období trvá 132 až 139 dní v roce. Průměrný počet srážek je 950 mm a sníh pokrývá oblast 152 až 160 dní v roce.

## Flóra
Nejrozšířenější je buk lesní (Fagus sylvatica) a tvrdé dřeviny jako javor klen (Acer pseudoplatanus), jasan ztepilý (Fraxinus excelsior). Další místní rostliny jsou kostival srdčitý (Symphytum cordatum), kolotočník ozdobný (Telekom speciosa), hořec tolitovitý (Gentiana asclepiadea), vrbina hajní (Lysimachia nemorum) a východokarpatský subendemit pablen kraňský (Scopoli carniolica).

## Fotogalerie

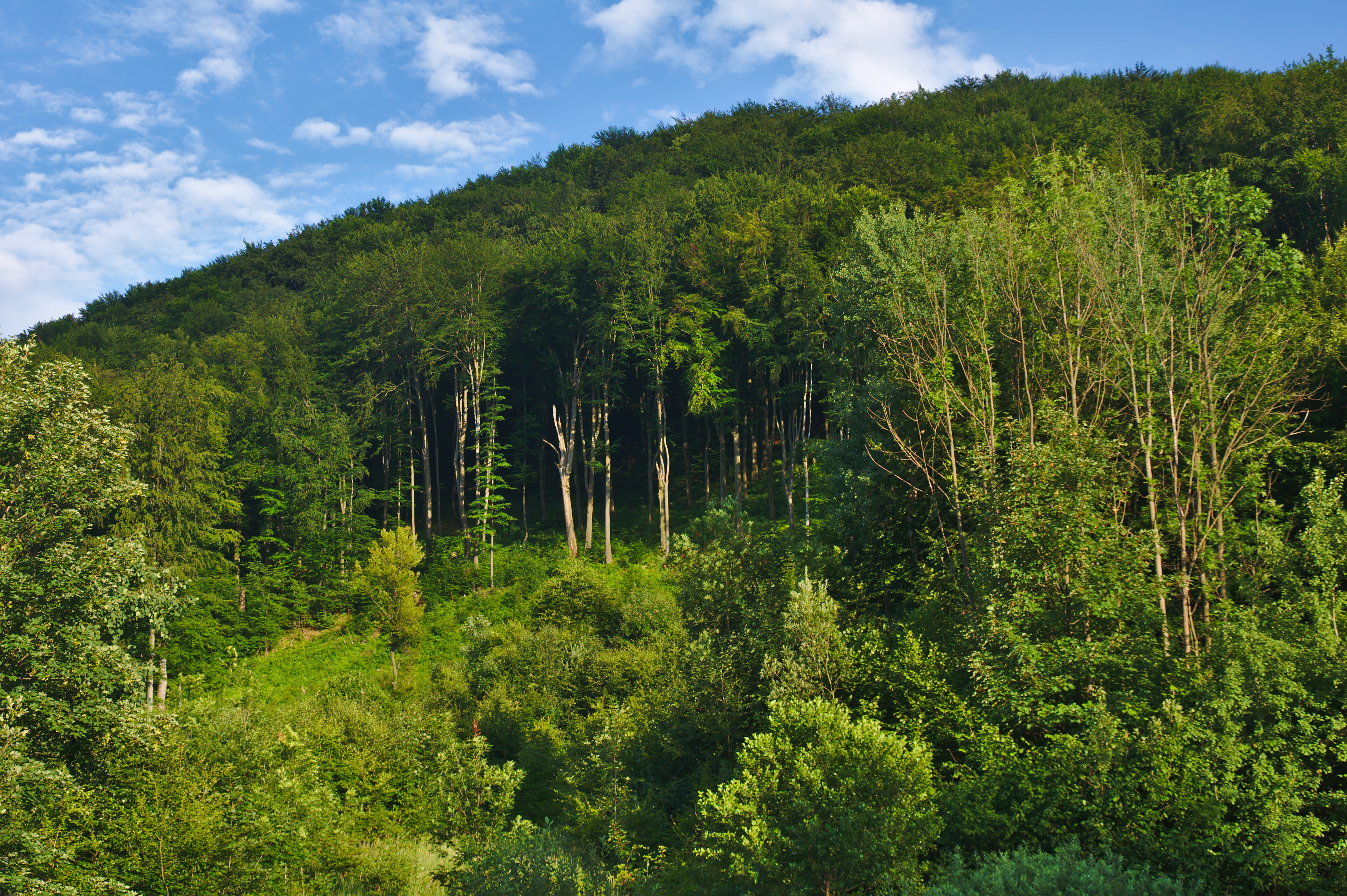
Severní strana kopce Nežabec
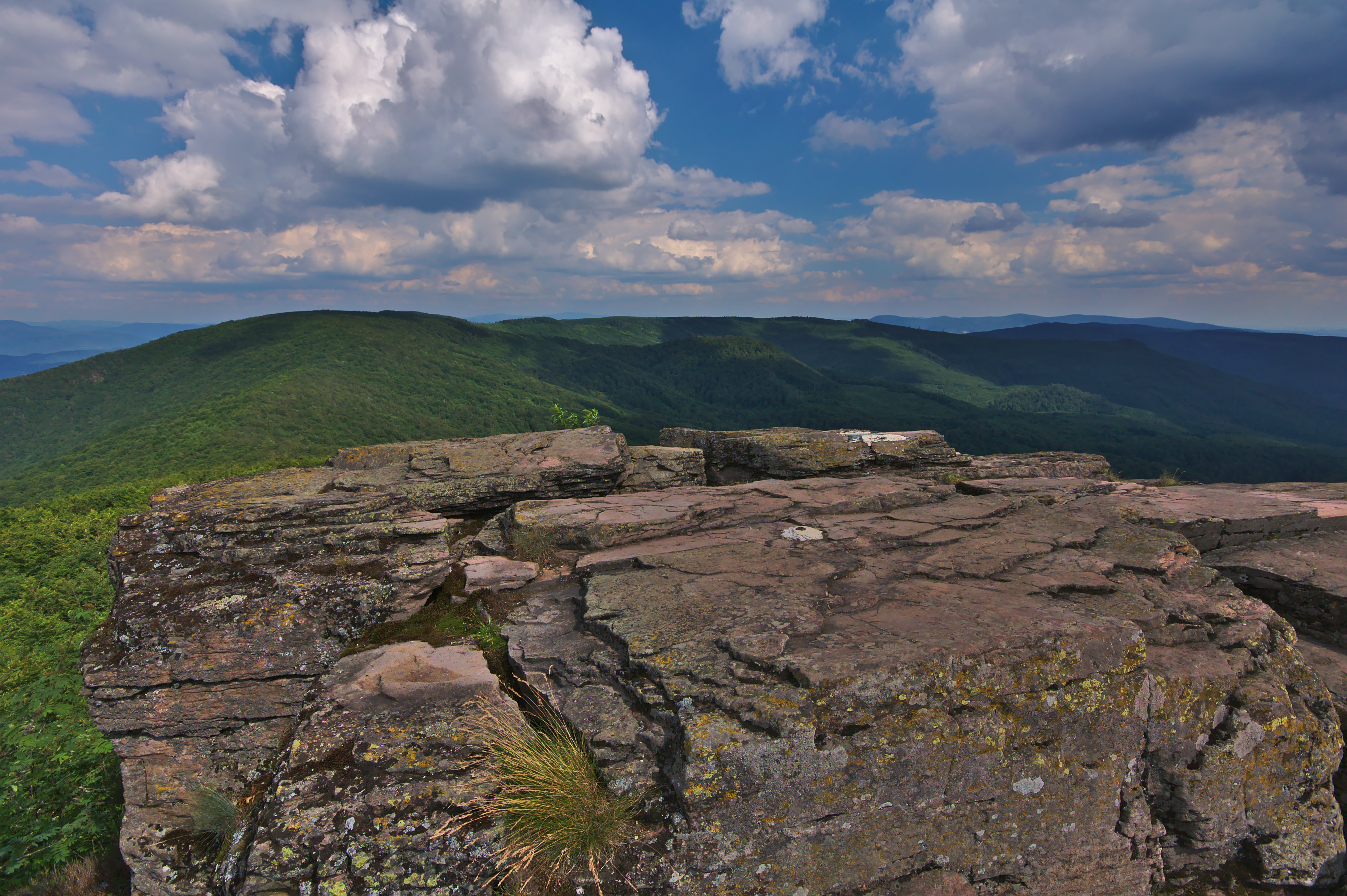
Pohled ze Sninského kameňa na východ
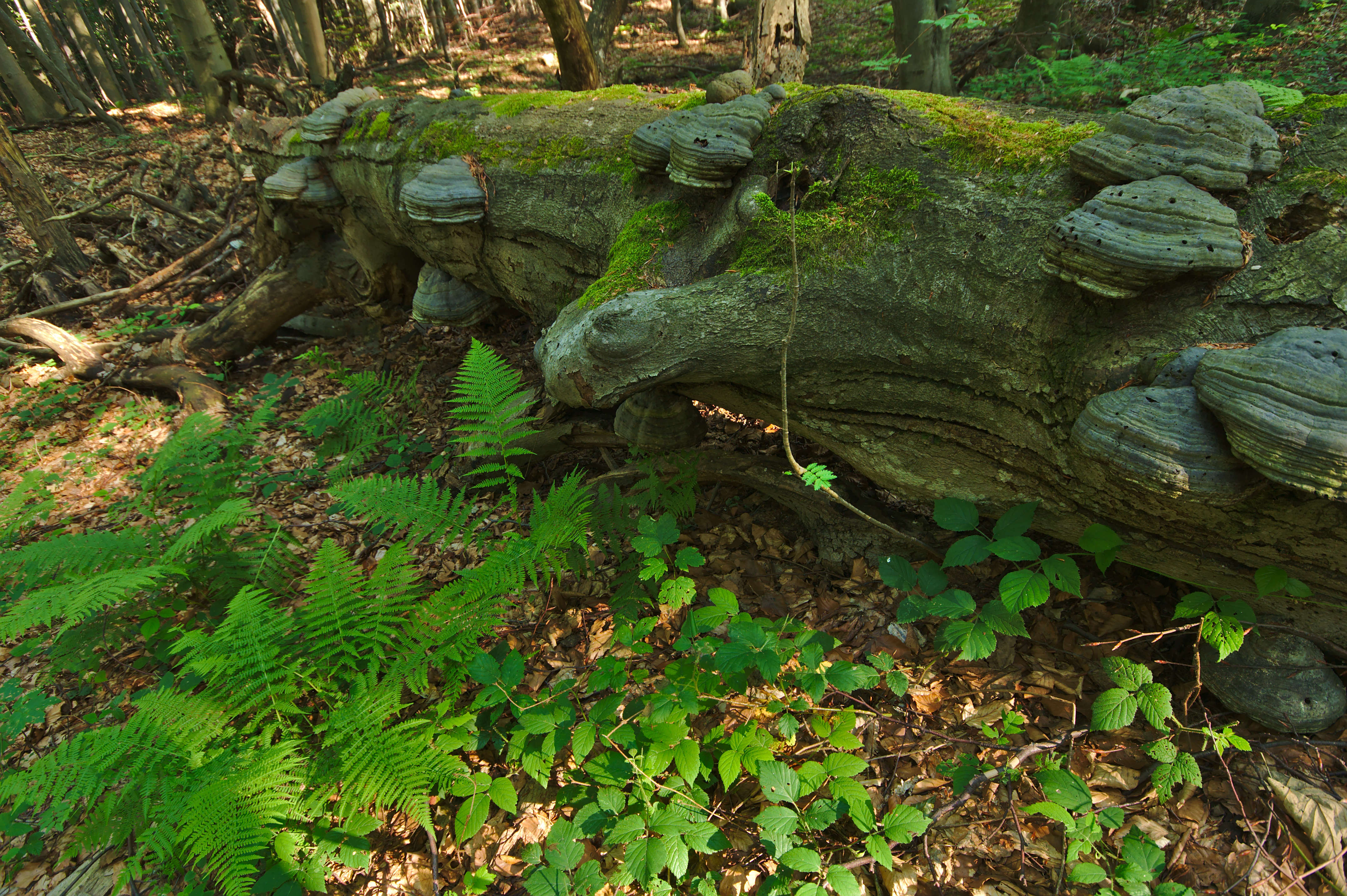
Motrogon
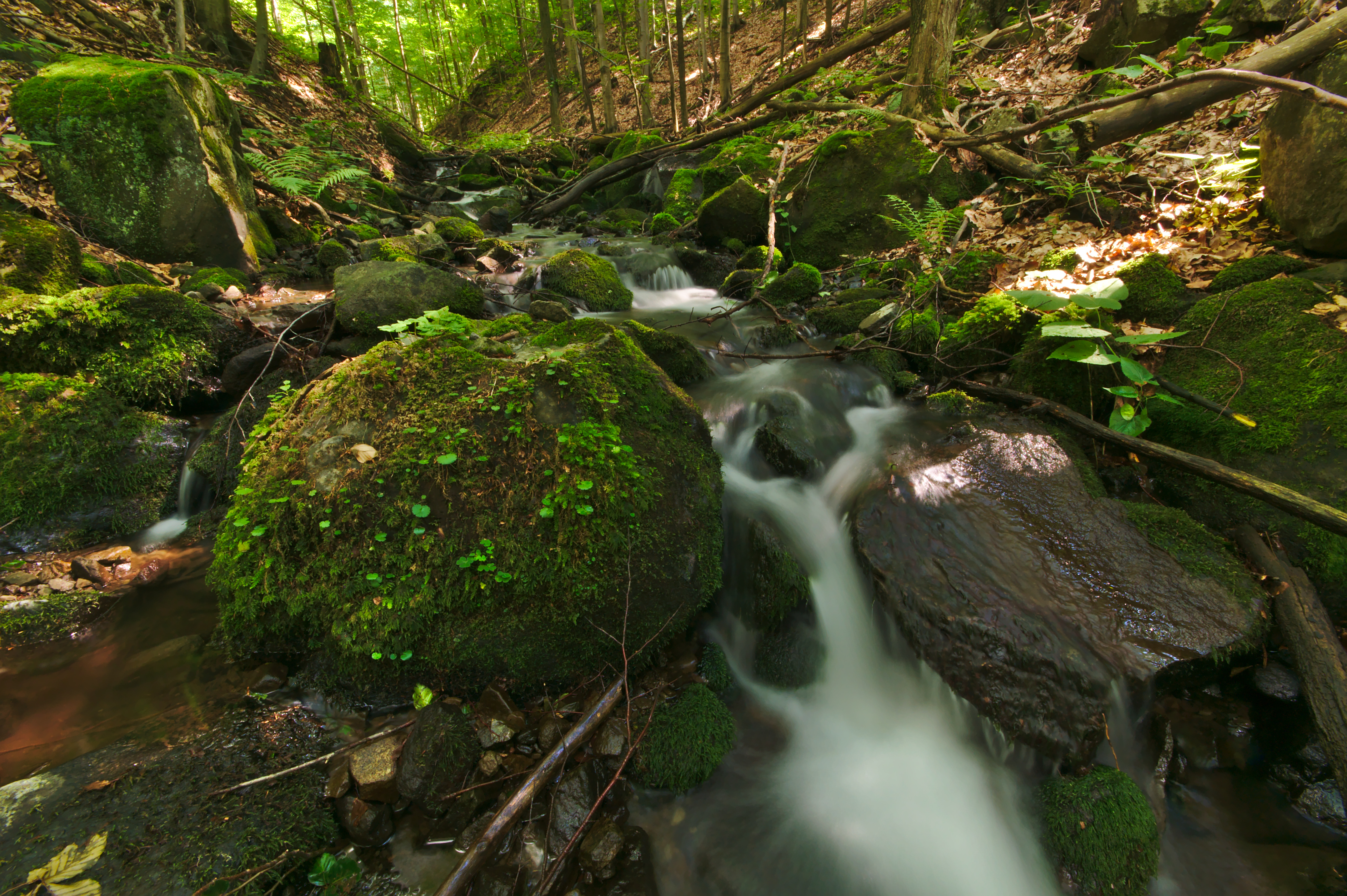
Potok Hybkaňa
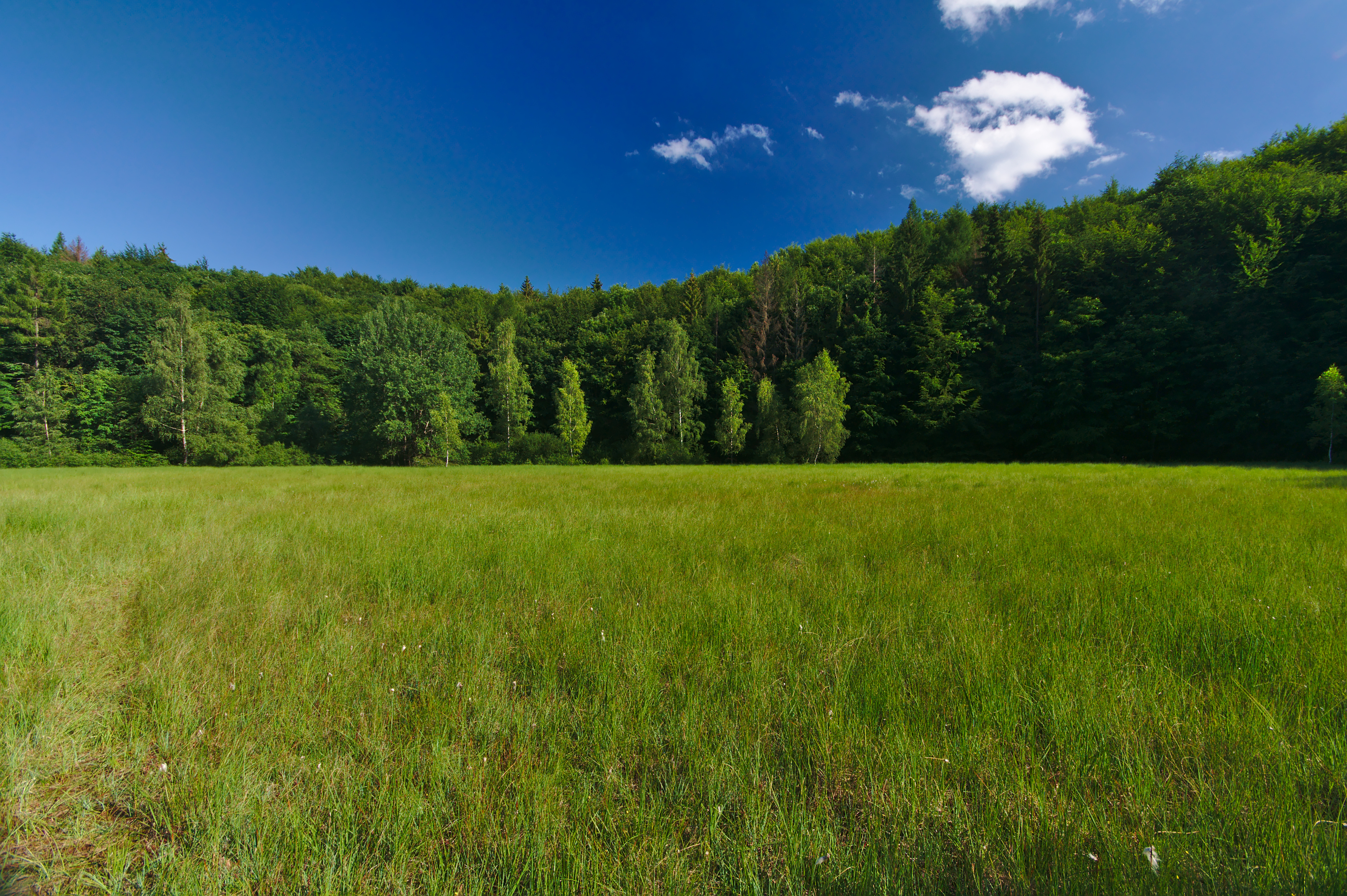
Podstávka
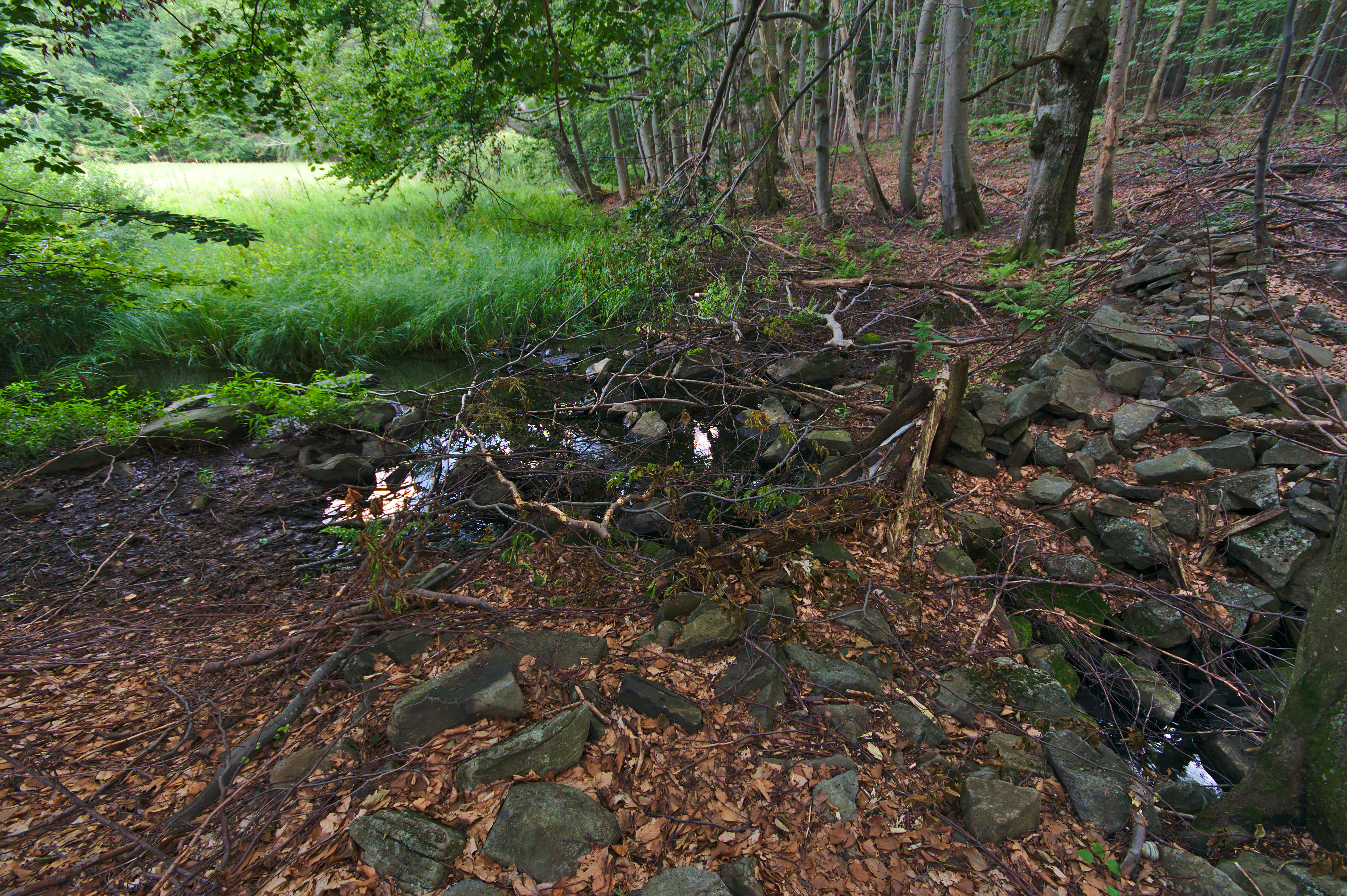
Rašeliniště Hybkaňa